# Jean-Baptiste-Joseph Ayroles
Jean-Baptiste Joseph Ayroles, né le 22 novembre 1828 à Py, commune de Loubressac, paroisse de Pauliac (France), et décédé le 16 octobre 1921 à Bordeaux, est un prêtre jésuite et historien français, spécialiste de Jeanne d'Arc.

## Biographie
Jean-Baptiste Joseph Ayroles est l'aîné des huit enfants de Pierre Ayroles et de Jeanne Marie Martin son épouse.
À 21 ans il entre au noviciat de la Compagnie de Jésus. Il est ordonné prêtre dix ans plus tard, au Puy en Velay. Il est nommé professeur au scolasticat de Vals-près-le-Puy, une maison de formation jésuite fondée en 1828.

## Publications
Le père Ayroles laisse une œuvre historique dédiée majoritairement à Jeanne d’Arc : La vraie Jeanne d'Arc - en cinq tomes publiés entre 1890 et 1902
1. Tome I : La Pucelle devant l'Église de son temps. (1890)
2. Tome II : La Paysanne et l'inspirée d'après ses aveux, les témoins oculaires et la libre-pensée, (1894)
3. Tome III : La Libératrice d'après les chroniques et les documents français et anglo-bourguignons, et la chronique inédite de Morosini, (1897)
4. Tome IV : La Vierge guerrière, d'après ses aveux, les témoins oculaires, la chrétienté, les poètes du temps, les registres publics et la libre pensée, (1898)
5. Tome V : La Martyre, d'après les témoins oculaires, le procès et la libre-pensée, (1902)

Son travail fut récompensé par un bref du Pape Léon XIII.